# Grand Prix automobile d'Allemagne 1961
GP précédent GP suivant
Le Grand Prix d'Allemagne 1961 (XXIII Grosser Preis von Deutschland), disputé sur le Nürburgring le 6 août 1961, est la centième épreuve du championnat du monde de Formule 1 courue depuis 1950 et la sixième manche du championnat 1961. Il est également dénommé Grand Prix d'Europe 1961.

## Contexte avant la course

### Le championnat du monde
La saison 1961 correspond à l'introduction de la nouvelle Formule 1 1 500 cm3, effective à partir du premier janvier. Cette nouvelle formule, très proche de l'ancienne Formule 2 en vigueur de 1957 à 1960, a remplacé la précédente réglementation autorisant une cylindrée de 2 500 cm3 (moteur atmosphérique) ou de 750 cm3 (moteur suralimenté).
- Principaux points de la nouvelle réglementation :
- interdiction des moteurs suralimentés
- cylindrée minimale : 1 300 cm3
- cylindrée maximale : 1 500 cm3
- poids minimal : 450 kg (à sec)
- double circuit de freinage obligatoire
- arceau de sécurité obligatoire (le haut du cerceau devant dépasser le casque du pilote)
- démarreur de bord obligatoire
- carburant commercial
- ravitaillement en huile interdit durant la course

La nouvelle formule ayant été annoncée officiellement le 28 octobre 1958 par le président de la Commission sportive internationale (CSI), Monsieur Pérouse, les constructeurs disposaient de deux ans pour développer leurs nouvelles monoplaces. Toutefois les concurrents britanniques, opposés à la réduction de la cylindrée et à l'augmentation du poids minimal, ont perdu deux ans à tenter de faire revenir la CSI sur sa décision et ont de ce fait tardé à mettre en chantier de nouveaux moteurs. En conséquence, à ce stade de la saison, seule la Scuderia Ferrari dispose d'un modèle à moteur V6 parfaitement au point, alors que ses concurrents britanniques ont conçu tardivement leurs châssis, adaptés à la version 1 500 cm3 du quatre cylindres Coventry Climax FPF dont la conception remonte à 1956, pratiquement le seul moteur dont ils disposent, le nouveau V8 du motoriste britannique venant tout juste d'effectuer son baptême de la piste. Encouragé par ses bons résultats en Formule 2 les saisons précédentes, Ferry Porsche a également décidé de se lancer en F1, utilisant cette année une évolution de ses anciennes F2, la nouvelle monoplace à moteur huit cylindres de la marque allemande n'étant pas attendue avant la fin de l'année.
Dotées d'un comportement très sûr et d'une excellente fiabilité, les Ferrari sont également les plus rapides en pointe et dominent nettement la saison, ayant remporté quatre des cinq épreuves déjà disputées. Seul le Monaco leur a échappé, Stirling Moss ayant ce jour-là réussi à devancer les monoplaces italiennes, sa virtuosité ayant compensé, sur ce tracé spécifique, le handicap de puissance de sa Lotus. Avec deux victoires à son actif, Wolfgang von Trips est en tête du championnat du monde ; le pilote allemand compte seulement deux points d'avance sur son coéquipier Phil Hill, qui s'est imposé une seule fois. Il est très probable que le titre de champion du monde se jouera entre ces deux hommes, les autres pilotes de premier plan ne disposant pas, pour l'heure, d'un matériel leur permettant de défendre leurs chances.

### Le circuit

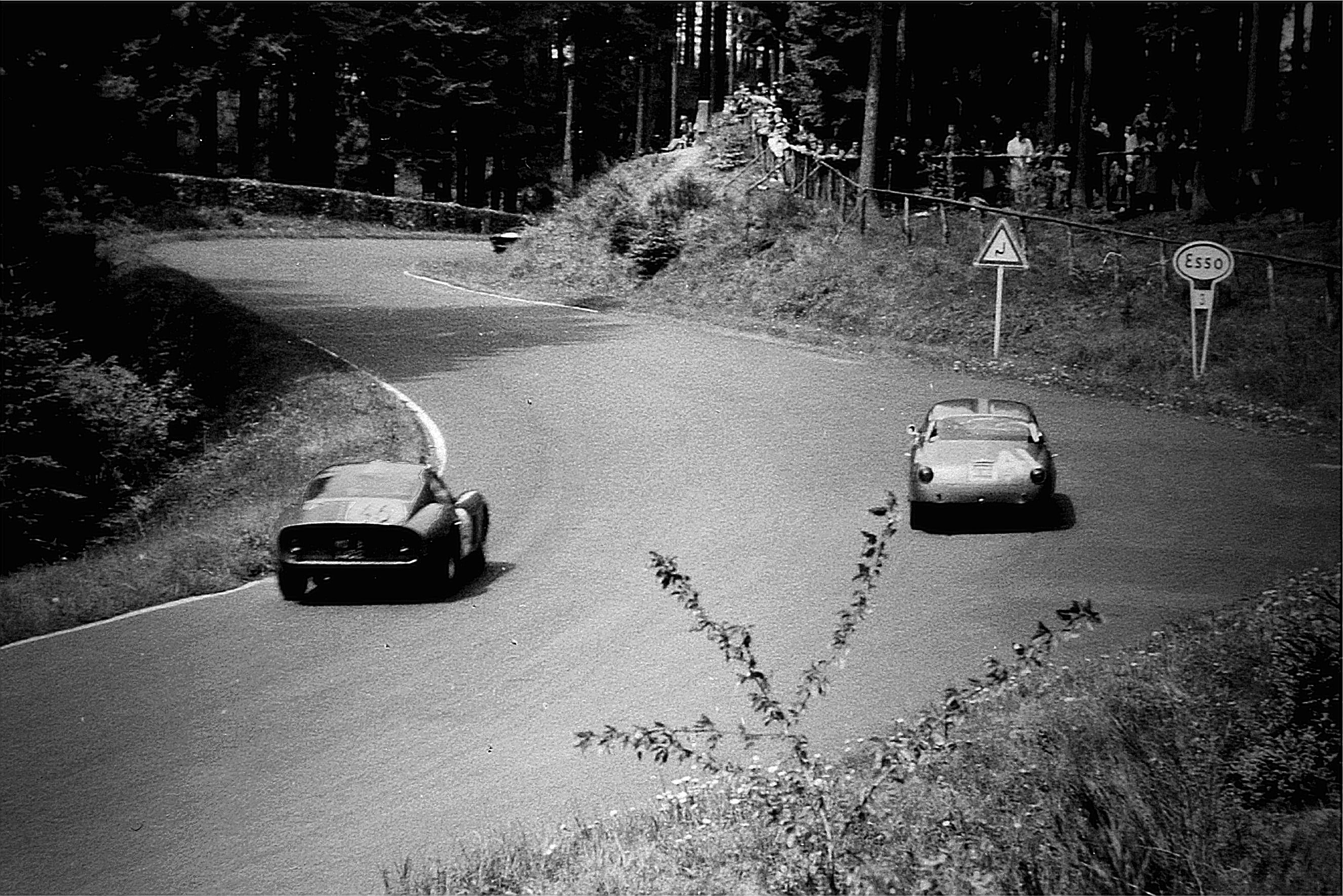
La descente d'Hatzenbach, sur la «Nordschleife», à environ deux kilomètres de la ligne de départ.

Inauguré au début de l'été 1927 après deux ans de travaux et l'emploi de deux mille cinq cents ouvriers, le Nürburgring est le plus vaste circuit permanent d'Europe. Réalisé au cœur du massif de l'Eifel à l'initiative du Docteur Creutz (conseiller du Land d'Adenau et président de la section locale de l'ADAC), ce projet avait pour but de dynamiser une des régions alors les plus pauvres d'Allemagne. Le circuit peut atteindre une longueur de 28,3 kilomètres en combinant la boucle sud (Südschleife) et la boucle nord (Nordschleife), c'est cependant le plus souvent cette dernière, d'une longueur de 22,8 kilomètres, qui est utilisée pour les compétitions automobiles majeures comme le Grand Prix d'Allemagne, mais aussi pour des compétitions motocyclistes. Particulièrement difficile en raison de son parcours très accidenté comportant près de 180 virages (en majorité aveugles), la Nordschleife se montre très exigeante pour les pilotes et les mécaniques et a été le théâtre d'événements d'anthologie, telles la victoire de l'as italien Tazio Nuvolari au Grand Prix d'Allemagne 1935 ou celle du quintuple champion du monde Juan Manuel Fangio en 1957, le pilote argentin ayant alors établi un époustouflant record du tour à 145,2 km/h de moyenne sur sa monoplace Maserati. Des modifications furent apportées au circuit dès l'année suivante : si le tracé est resté inchangé, certaines courbes furent cependant adoucies et la piste partiellement resurfacée, retouches permettant une amélioration notable des vitesses de passage. Lors de l'édition 1958 du Grand Prix, Stirling Moss avait porté le record du tour à la moyenne de 149,5 km/h au volant de sa Vanwall, performance inégalée depuis, la «Nordschleife» n'ayant pas été utilisée pour les deux éditions suivantes de l'épreuve.

## Monoplaces en lice
- Cooper T58 & T55 "Usine"

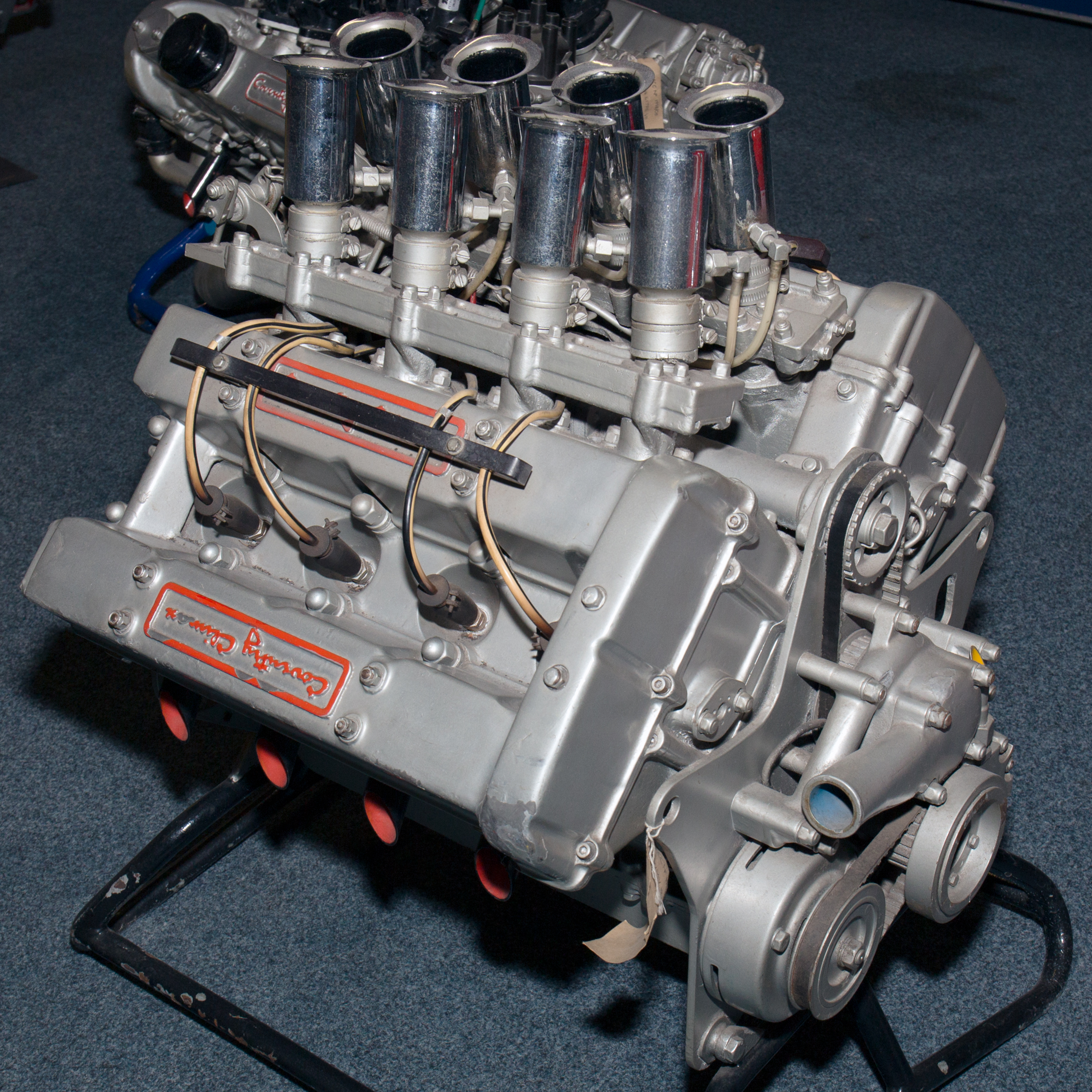
Apparition du moteur V8 Coventry-Climax. La Cooper de Jack Brabham est la première monoplace à l'utiliser.

Très attendu par les constructeurs britanniques, le nouveau moteur Coventry Climax FWMV à huit cylindres en V est enfin opérationnel. Championne du monde en titre, l'équipe Cooper étrenne le premier exemplaire, monté dans une monoplace confiée à Jack Brabham, une T55 à la partie arrière modifiée, rebaptisée T58, pouvant également encore utiliser le moteur Climax FPF à quatre cylindres. Pesant 114 kg, le nouveau moteur V8 est aussi léger que le FPF. Adaptée à la hâte, la T58 n'a cependant pu être optimisée et, pesant plus de 500 kg en ordre de marche, s'avère plus pataude que sa devancière (qui pèse 465 kg), mais la puissance du V8 à double arbre à cames en tête et allumage électronique, alimenté par quatre carburateurs Weber double corps ressort à 174 chevaux à 8600 tr/min (contre 152 chevaux à 7600 tr/min pour le quatre cylindres FPF dans sa version MkII). Brabham a effectué un bref galop d'essai à Silverstone avec sa nouvelle voiture quelques jours avant que celle-ci ne soit transportée au Nürburgring. Par sécurité, le champion australien pourra disposer d'une T55 en guise de mulet. Une seule T58 étant disponible, Bruce McLaren pilote son habituelle T55.
- Cooper T53 privées

Au côté des Cooper officielles, beaucoup d'équipes ou pilotes privés utilisent le modèle précédent, la T53, le plus souvent équipée du même moteur Climax FPF accouplé à une boîte cinq vitesses. C'est le cas du Yeoman Credit Racing Team de Reg Parnell, qui engage deux voitures confiées à John Surtees et Roy Salvadori, de l'équipe Camoradi International avec Ian Burgess au volant de la voiture habituelle de Masten Gregory (forfait pour cette course), de Jackie Lewis qui dispose de sa monoplace personnelle sous la bannière H&L Motors et de Bernard Collomb, pilote indépendant. La Scuderia Centro Sud aligne également une T53 pour Lorenzo Bandini, mais dotée d'un moteur de Maserati 150S (quatre cylindres, 142 chevaux à 7500 tr/min).
- Cooper T51 privées

Comme à Reims, Maurice Trintignant dispose d'une Cooper T51 de la Scuderia Serenissima, équipée d'un moteur de Maserati 150S. Le pilote britannique John Campbell-Jones avait initialement engagé la T51 à moteur Climax FPF qu'il utilise habituellement dans les courses hors-championnat cette saison, mais a déclaré forfait.
- Cooper T45 privées

Deux écuries avaient engagé deux anciennes Cooper T45, également équipées du moteur Climax FPF, des voitures qui ont plus de trois ans. Aucune ne sera cependant présente : champion d'Italie de Formule Junior, Renato Pirocchi a renoncé à piloter la T45 du Pescara Racing Club sur ce circuit, tout comme l'ex-motard Geoff Duke qui devait débuter en F1 au sein de l'écurie américaine Fred Tuck Cars. 
- Lotus 21 "Usine"

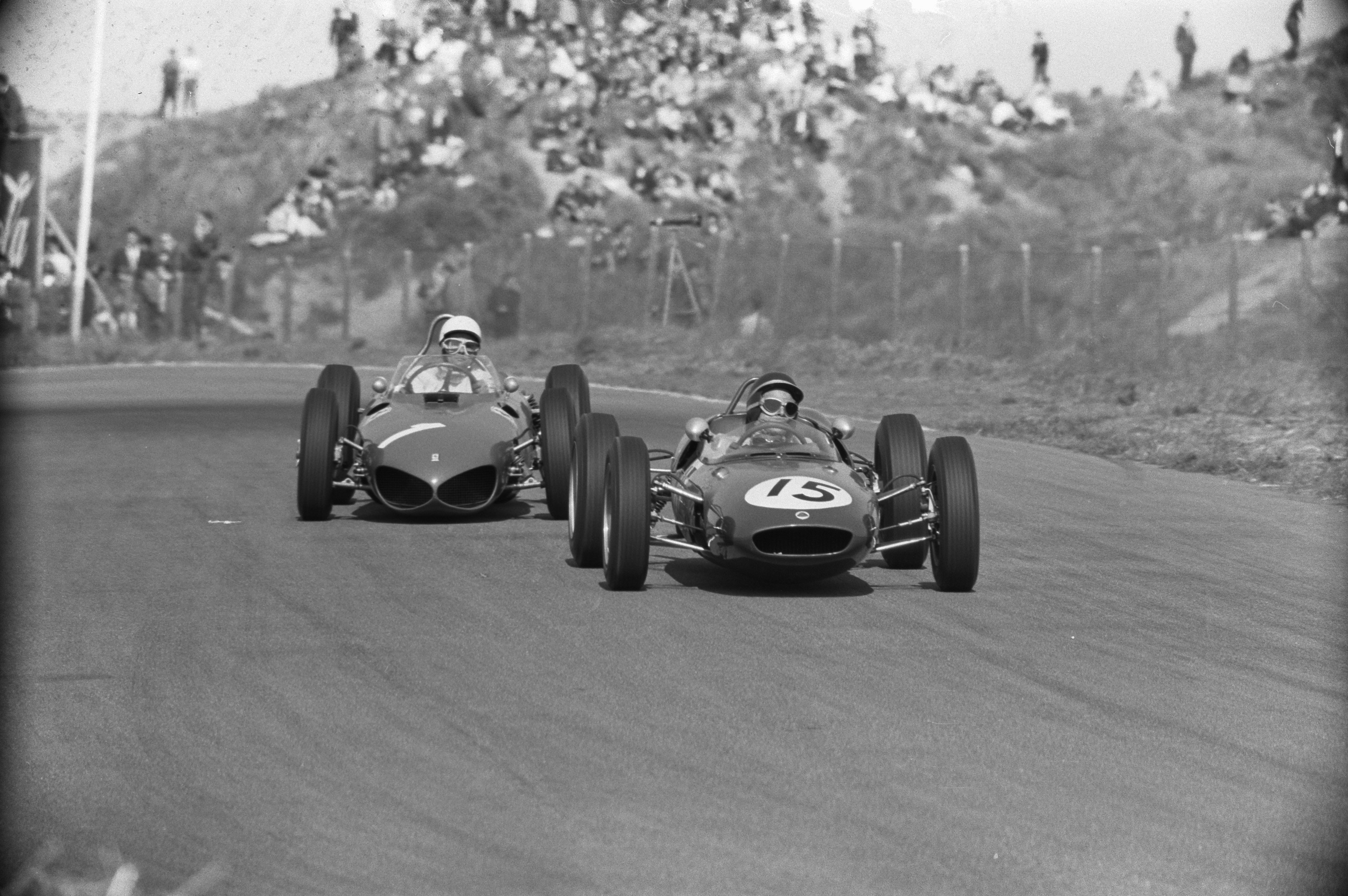
La Lotus 21 et la Ferrari 156, les monoplaces les plus en vue cette saison.

Dérivée de la Lotus 18, la Lotus 21 en reprend les principales caractéristiques techniques, avec cependant une carrosserie nettement mieux profilée, calquée sur celle de la Lotus 20 de Formule Junior. Sa suspension avant est carénée, permettant à cette voiture de disposer d'une vitesse de pointe acceptable malgré la modeste puissance du moteur Climax FPF qu'elle utilise, accouplé à une boîte de vitesses ZF à cinq rapports. Très agile, la Lotus 21 est l'une des monoplaces les plus légères (455 kg en ordre de marche) du plateau mais, malgré le niveau de performance des pilotes officiel de l'équipe, Jim Clark et Innes Ireland, ne peut toutefois rivaliser avec les puissantes monoplaces italiennes sur les circuits traditionnels. Clark et Ireland pilotent leurs monoplaces habituelles mais une troisième voiture est également à leur disposition.
- Lotus 18 privées

Faute de pouvoir acquérir une Lotus 21, à cause de la concurrence entre le commanditaire de l'équipe officielle et celui de son pilote Stirling Moss, l'équipe de Rob Walker utilise encore une monoplace de la saison passée. Le chef mécanicien Alf Francis lui a cependant apporté les mêmes évolutions de carrosserie et de suspension que sur le nouveau modèle, la voiture prenant l'appellation 18/21. L'écurie UDT-Laystall a fait des modifications similaires sur ses voitures, mais après le grave accident de son pilote principal Henry Taylor à Aintree, a renoncé à son engagement en Allemagne. Cinq modèles 18 en configuration d'origine sont également engagés, aux mains de Michael May et Wolfgang Seidel (Scuderia Colonia), Tony Maggs (voiture engagée par Louise Bryden-Brown) et des pilotes privés Tony Marsh et Gerry Ashmore.
- Ferrari 156 "Usine"

La Scuderia Ferrari engage quatre 156 F1, trois pour ses pilotes habituels Phil Hill, Wolfgang von Trips et Richie Ginther qui bénéficient des versions les plus puissantes, la quatrième, confiée à Willy Mairesse, utilisant un moteur de l'année précédente. Dérivée de la 156P de Formule 2 (première voiture du constructeur italien ayant adopté le moteur central arrière), la 156 F1 a été étudiée en soufflerie et se caractérise par sa ligne élancée et son avant en «nez de requin». La boîte de vitesses à cinq rapports est couplée à un embrayage multidisque à sec. Le freinage est assuré par deux freins à disques montés dans les roues à l'avant et deux disques ventilés accolés à la boîte à l'arrière. Développé par l'ingénieur motoriste Carlo Chiti durant l'hiver 1961, le moteur Dino à six cylindres en V à 120° alimenté par deux carburateurs Weber triple corps, à double allumage, qui développe 190 chevaux à 9500 tr/min, autorisant à cette monoplace de 460 kg une vitesse de pointe de l'ordre de 270 km/h. Équipée de la version 1960 du moteur Dino (six cylindres en V à 65°), la voiture de Mairesse est un peu moins puissante, avec 180 chevaux à 9000 tr/min ; le centre de gravité plus élevé dû à l'angle plus fermé du V se traduit par un comportement un peu moins sûr en courbes et les montées en régime sont moins franches à cause d'un vilebrequin plus lourd et d'un plus grand nombre de pièces en mouvement. Elle se révèle néanmoins nettement plus performante que les monoplaces britanniques et allemandes, comme l'a démontré Giancarlo Baghetti, le débutant italien s'etant imposé sur un modèle identique au dernier Grand Prix de France 1961 et à deux courses hors-championnat. Baghetti n'est cependant pas présent en Allemagne, le pilote de la Federazione Italiana Scuderie Automobilsche (F.I.S.A.) ayant sérieusement endommagé sa monoplace au Grand Prix de Grande-Bretagne trois semaines auparavant.
- BRM P48/57 "Usine"

BRM a conçu et réalisé un nouveau moteur V8 pour la formule 1500 cm3, mais sa mise au point n'est pas encore achevée et l'équipe britannique continue à utiliser une monoplace hybride, dérivée de la P48 de l'année précédente, sur laquelle a été greffé le moteur Climax FPF, l'ensemble pesant 470 kg en order de marche. Après avoir essayé un système de freinage original comportant un disque sur l'arbre de transmission, le modèle 1961 est revenu à une solution plus conventionnelle, avec quatre disques montés dans les porte-moyeux. Deux monoplaces ont été engagées pour Graham Hill et Tony Brooks.
- Porsche 718 & 787 "Usine"

Nouveau venu en F1, le constructeur allemand envisageait de faire débuter sa nouvelle monoplace à moteur huit cylindres à plat devant son public. Le nouveau moteur n'est cependant pas encore prêt et l'équipe s'appuie toujours sur ses anciens modèles 718, conçus pour la Formule 2. Par rapport à la saison passée, ces monoplaces ont toutefois bénéficié de quelques évolutions au niveau de la suspension et du profilage arrière. Leur moteur à quatre cylindres à plat, refroidi par air et alimenté par un système d'injection mécanique Kugelfischer délivre 170 chevaux à 9000 tr/min. Elles sont dotées d'une boîte de vitesses à six rapports et pèsent 450 kg en ordre de marche. La voiture de Dan Gurney est équipée pour la première fois de freins à disques, les deux autres (aux mains de Joakim Bonnier et de Hans Herrmann) conservant des freins à tambours. Apparue en début de saison, la Porsche 787 était censée remplacer les 718 mais, malgré un système de freinage et une suspension plus modernes et une ligne affinée, le nouveau modèle s'est révélé moins performant que sa devancière. L'usine avait cependant engagé une 787 pour son pilote essayeur Edgar Barth, mais le mauvais comportement de cette voiture lors du Grand Prix de Solitude l'a incitée à renoncer à cette participation.
- Porsche 718 privée

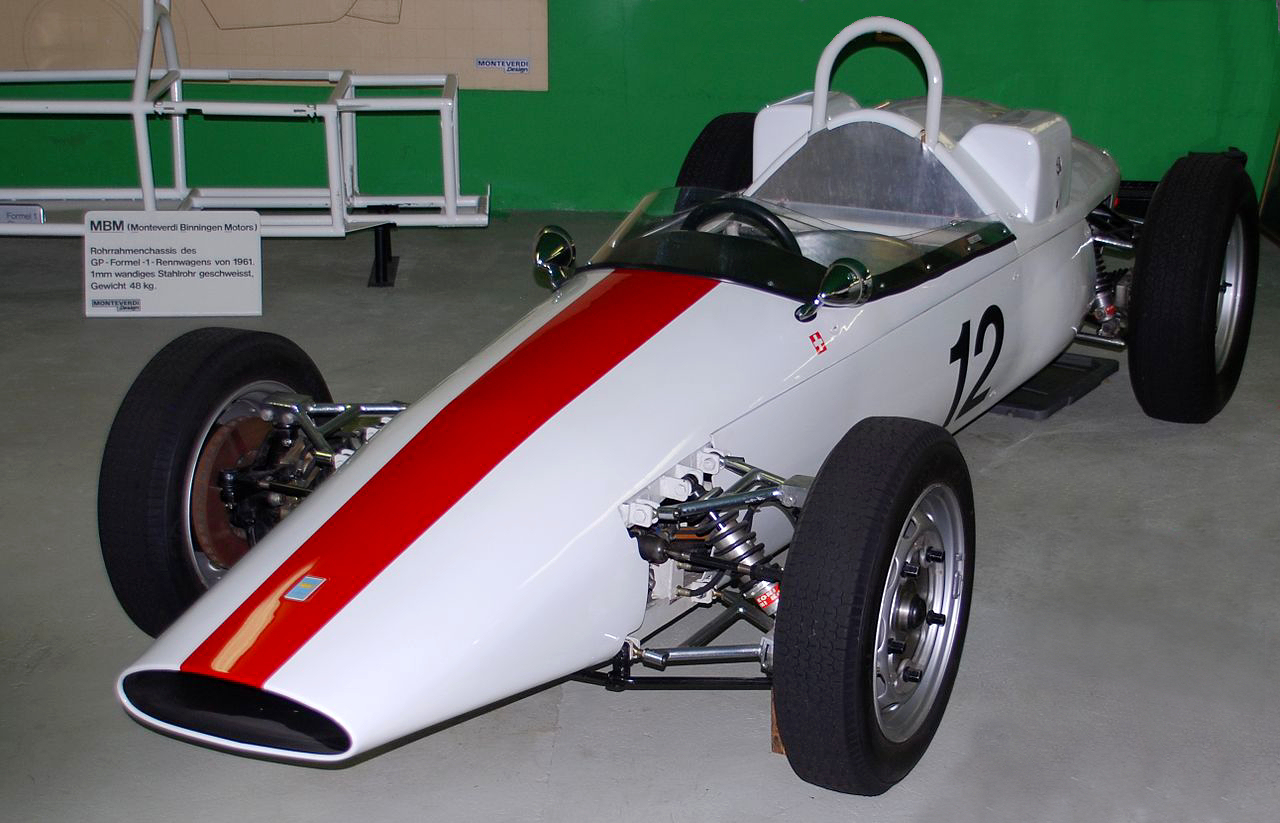
Accidentée à Hockenheim, la MBM FJ de Monteverdi, ne sera pas présente au Nürburgring.

Le pilote néerlandais Carel Godin de Beaufort dispute la saison 1961 sur la 718-2 utilisée par Graham Hill en 1960 pour les courses de Formule 2, qu'il a rachetée à l'usine. Cette voiture ne bénéficie pas des dernières évolutions techniques de la marque, et s'avère moins performante que les trois monoplaces officielles.
- De Tomaso F1

La Scuderia Serenissima avait initialement engagé une De Tomaso F1 (dérivée de la F2 de la saison précédente), à moteur d'Alfa Romeo Giulietta réalésé à 1500 cm³ et à boîte cinq vitesses, pour Giorgio Scarlatti, mais le pilote italien a déclaré forfait.
- MBM FJ

Le pilote amateur suisse Peter Monteverdi a modifié une de ses monoplaces de Formule Junior pour courir en Formule 1. La MBM FJ utilise un moteur de 150 chevaux récupéré sur sa Porsche RSK personnelle, le constructeur de Stuttgart ayant refusé de lui vendre un moteur seul. À son volant, Monteverdi a participé au Grand Prix de Solitude, avant qu'un accident lors d'une épreuve de Formule Libre à Hockenheim quelques jours avant le Grand Prix d'Allemagne ne le force à déclarer forfait pour cette course.

## Coureurs inscrits
| no   | Pilote                  | Écurie                     | Constructeur | Modèle                | Moteur                                              | Pneumatiques |
| ---- | ----------------------- | -------------------------- | ------------ | --------------------- | --------------------------------------------------- | ------------ |
| 1 1T | Jack Brabham            | Cooper Car Company         | Cooper       | Cooper T58 Cooper T55 | Coventry Climax FWMV V8 Coventry Climax FPF MkII L4 | D            |
| 2    | Bruce McLaren           | Cooper Car Company         | Cooper       | Cooper T55            | Coventry Climax FPF MkII L4                         | D            |
| 3    | Wolfgang von Trips      | Ferrari SEFAC              | Ferrari      | Ferrari 156           | Ferrari 178 V6 (120°)                               | D            |
| 4    | Phil Hill               | Ferrari SEFAC              | Ferrari      | Ferrari 156           | Ferrari 178 V6 (120°)                               | D            |
| 5    | Richie Ginther          | Ferrari SEFAC              | Ferrari      | Ferrari 156           | Ferrari 178 V6 (120°)                               | D            |
| 6    | Willy Mairesse          | Ferrari SEFAC              | Ferrari      | Ferrari 156           | Ferrari 178 V6 (65°)                                | D            |
| 7    | Stirling Moss           | Rob Walker Racing Team     | Lotus        | Lotus 18/21           | Coventry Climax FPF MkII L4                         | D            |
| 8    | Joakim Bonnier          | Porsche System Engineering | Porsche      | Porsche 718           | Porsche 547/3 F4                                    | D            |
| 9    | Dan Gurney              | Porsche System Engineering | Porsche      | Porsche 718           | Porsche 547/3 F4                                    | D            |
| 10   | Edgar Barth             | Porsche KG                 | Porsche      | Porsche 787           | Porsche 547/3 F4                                    | D            |
| 11   | Hans Herrmann           | Porsche System Engineering | Porsche      | Porsche 718           | Porsche 547/3 F4                                    | D            |
| 12   | Masten Gregory          | Camoradi International     | Cooper       | Cooper T53            | Coventry Climax FPF MkII L4                         | D            |
| 14   | Jim Clark               | Team Lotus                 | Lotus        | Lotus 21              | Coventry Climax FPF MkII L4                         | D            |
| 15   | Innes Ireland           | Team Lotus                 | Lotus        | Lotus 21              | Coventry Climax FPF MkII L4                         | D            |
| 16   | Tony Brooks             | Owen Racing Organisation   | BRM          | BRM P48/57            | Coventry Climax FPF MkII L4                         | D            |
| 17   | Graham Hill             | Owen Racing Organisation   | BRM          | BRM P48/57            | Coventry Climax FPF MkII L4                         | D            |
| 18   | John Surtees            | Yeoman Credit Racing Team  | Cooper       | Cooper T53            | Coventry Climax FPF MkII L4                         | D            |
| 19   | Roy Salvadori           | Yeoman Credit Racing Team  | Cooper       | Cooper T53            | Coventry Climax FPF MkII L4                         | D            |
| 20   | Maurice Trintignant     | Scuderia Serenissima       | Cooper       | Cooper T51            | Maserati Tipo 6-1500 L4                             | D            |
| 21   | Giorgio Scarlatti       | Scuderia Serenissima       | De Tomaso    | De Tomaso F1          | Alfa Romeo L4                                       | D            |
| 25   | Michael May             | Scuderia Colonia           | Lotus        | Lotus 18              | Coventry Climax FPF L4                              | D            |
| 26   | Wolfgang Seidel         | Scuderia Colonia           | Lotus        | Lotus 18              | Coventry Climax FPF L4                              | D            |
| 27   | Gerry Ashmore           | Privé                      | Lotus        | Lotus 18              | Coventry Climax FPF L4                              | D            |
| 28   | Jackie Lewis            | H&L Motors                 | Cooper       | Cooper T53            | Coventry Climax FPF MkII L4                         | D            |
| 29   | Peter Monteverdi        | Privé                      | MBM          | MBM FJ                | Porsche 547/3 F4                                    | D            |
| 30   | Ian Burgess             | Camoradi International     | Cooper       | Cooper T53            | Coventry Climax FPF MkII L4                         | D            |
| 31   | Carel Godin de Beaufort | Ecurie Maarsbergen         | Porsche      | Porsche 718           | Porsche 547/3 F4                                    | D&C          |
| 32   | Lorenzo Bandini         | Scuderia Centro Sud        | Cooper       | Cooper T53            | Maserati Tipo 6-1500 L4                             | D            |
| 33   | Tony Maggs              | Louise Bryden-Brown        | Lotus        | Lotus 18              | Coventry Climax FPF MkII L4                         | D            |
| 34   | Renato Pirocchi         | Pescara Racing Team        | Cooper       | Cooper T45            | Coventry Climax FPF L4                              | D            |
| 35   | Geoff Duke              | Fred Tuck Cars             | Cooper       | Cooper T45            | Coventry Climax FPF L4                              | D            |
| 37   | Tony Marsh              | Privé                      | Lotus        | Lotus 18              | Coventry Climax FPF L4                              | D            |
| 38   | Bernard Collomb         | Privé                      | Cooper       | Cooper T53            | Coventry Climax FPF L4                              | D            |
| 39   | John Campbell-Jones     | Privé                      | Cooper       | Cooper T51            | Coventry Climax FPF L4                              | D            |

## Qualifications
Trois séances d'essais sont prévues, deux le vendredi (matin puis après-midi) et une le samedi matin précédant la course.

### Première séance - vendredi 4 août
Le soleil est présent sur le circuit pour la première séance qualificative, le vendredi matin. Les débuts du nouveau moteur Climax V8 sont très attendus sur la Cooper de Jack Brabham, mais ils vont être retardés, l'entraînement du distributeur cassant juste après la mise en route. Le champion du monde doit se rabattre sur sa voiture de réserve, à moteur quatre cylindres, avec laquelle il va néanmoins parvenir à tourner sur le même rythme que la Ferrari de Phil Hill et la Lotus de Stirling Moss. C'est toutefois Joakim Bonnier qui domine la session, le pilote suédois mettant à profit les essais de mises au point effectués sur ce circuit quelques semaines plus tôt pour réaliser un tour à plus de 150 km/h de moyenne au volant de sa Porsche, deux secondes et demie plus vite que le record officiel de la piste établi par Moss trois ans auapravant et devançant la meilleure Ferrari de plus de trois secondes et demie. Wolfgang von Trips n'a pas eu l'occasion de se mettre en valeur devant son public, le moteur de sa Ferrari ayant cassé avant que le champion allemand n'ait pu effectuer une série de tours rapides.

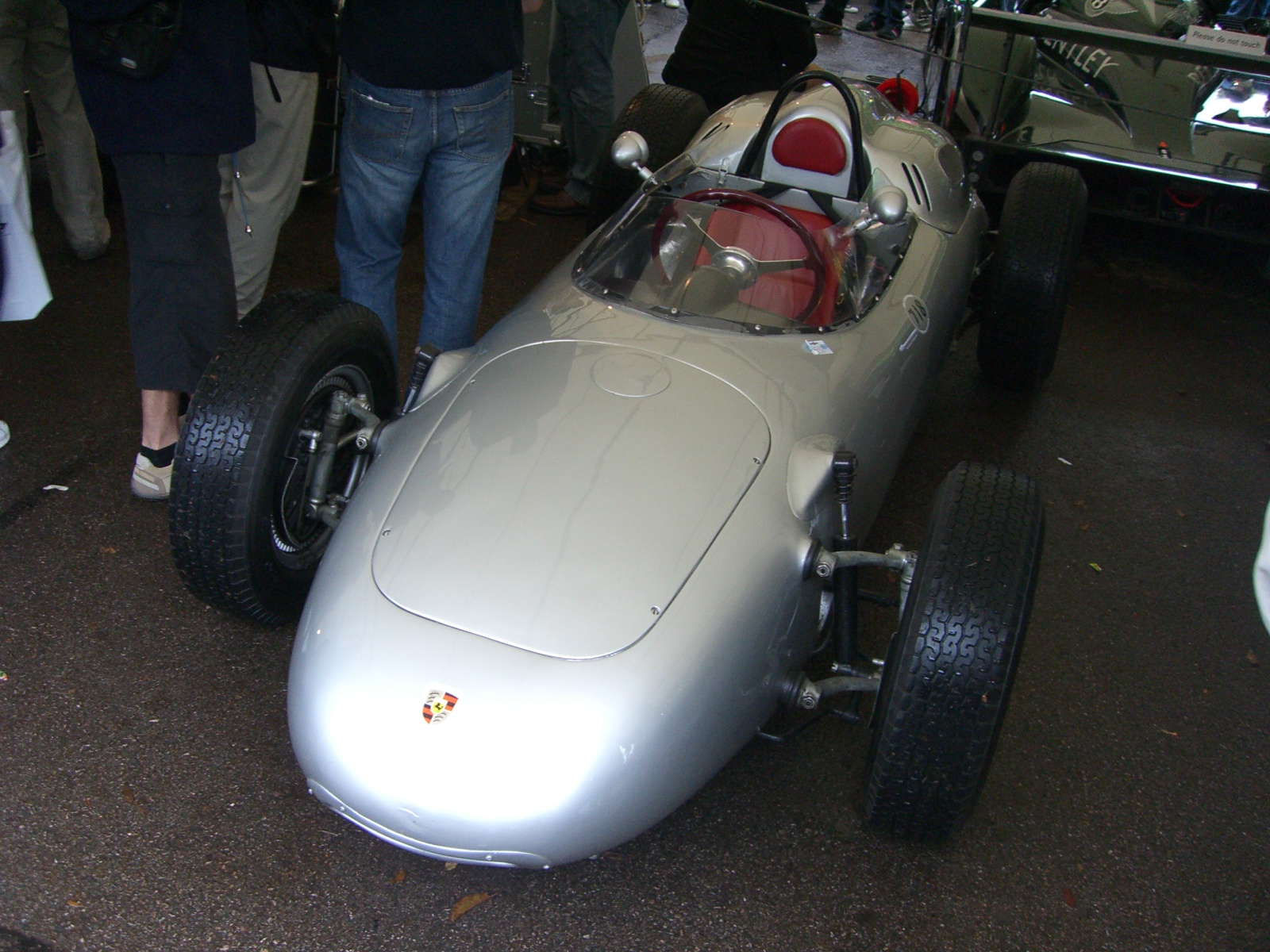
Les journées de test sur le Nürburgring ont été payantes : aux mains de Joakim Bonnier, la Porsche 718 s'est révélée la plus rapide lors de la première séance d'essais.

| Pos. | Pilote                  | Écurie          | Temps         | Écart          |
| ---- | ----------------------- | --------------- | ------------- | -------------- |
| 1    | Joakim Bonnier          | Porsche         | 9 min 06 s 6  |                |
| 2    | Phil Hill               | Ferrari         | 9 min 10 s 2  | + 3 s 6        |
| 3    | Stirling Moss           | Lotus-Climax    | 9 min 10 s 5  | + 3 s 9        |
| 4    | Jack Brabham            | Cooper-Climax   | 9 min 10 s 6  | + 4 s 0        |
| 5    | Dan Gurney              | Porsche         | 9 min 13 s 3  | + 6 s 7        |
| 6    | Graham Hill             | BRM-Climax      | 9 min 18 s 6  | + 12 s 0       |
| 7    | Hans Herrmann           | Porsche         | 9 min 19 s 2  | + 12 s 6       |
| 8    | Jim Clark               | Lotus-Climax    | 9 min 20 s 9  | + 14 s 3       |
| 9    | Bruce McLaren           | Cooper-Climax   | 9 min 22 s 4  | + 15 s 8       |
| 10   | Innes Ireland           | Lotus-Climax    | 9 min 22 s 9  | + 16 s 3       |
| 11   | Wolfgang von Trips      | Ferrari         | 9 min 23 s 5  | + 16 s 9       |
| 12   | Richie Ginther          | Ferrari         | 9 min 23 s 8  | + 17 s 2       |
| 13   | Willy Mairesse          | Ferrari         | 9 min 32 s 7  | + 26 s 1       |
| 14   | Carel Godin de Beaufort | Porsche         | 9 min 39 s 8  | + 33 s 2       |
| 15   | John Surtees            | Cooper-Climax   | 9 min 39 s 9  | + 33 s 3       |
| 16   | Roy Salvadori           | Cooper-Climax   | 9 min 41 s 1  | + 34 s 5       |
| 17   | Jackie Lewis            | Cooper-Climax   | 9 min 42 s 3  | + 35 s 7       |
| 18   | Lorenzo Bandini         | Cooper-Maserati | 9 min 43 s 2  | + 36 s 6       |
| 19   | Tony Brooks             | BRM-Climax      | 9 min 50 s 2  | + 43 s 6       |
| 20   | Tony Marsh              | Lotus-Climax    | 9 min 52 s 3  | + 45 s 7       |
| 21   | Wolfgang Seidel         | Lotus-Climax    | 9 min 59 s 9  | + 53 s 3       |
| 22   | Maurice Trintignant     | Cooper-Maserati | 10 min 08 s 6 | + 1 min 02 s 0 |
| 23   | Gerry Ashmore           | Lotus-Climax    | 10 min 37 s 9 | + 1 min 31 s 3 |
| 24   | Bernard Collomb         | Lotus-Climax    | 10 min 41 s 8 | + 1 min 35 s 2 |
| 25   | Ian Burgess             | Cooper-Climax   | 11 min 00 s 7 | + 1 min 54 s 1 |
| 26   | Tony Maggs              | Lotus-Climax    | 16 min 21 s 9 | + 7 min 15 s 3 |
| 27   | Michael May             | Lotus-Climax    | 17 min 00 s 9 | + 7 min 54 s 3 |

### Deuxième séance - vendredi 4 août
Les essais reprennent en début d'après-midi. Le beau temps s'est maintenu et les performances progressent. Malgré une amélioration de près de deux secondes de son chrono du matin, Bonnier est battu par Phil Hill qui, malgré une tenue de route imparfaite à cause de suspensions trop souples, pulvérise le record officieux du circuit avec un tour en huit minutes cinquante-cinq secondes et deux dixièmes (153,4 km/h), reléguant Bonnier à près de dix secondes. Le pilote américain a pris beaucoup de risques pour effectuer cette performance, ayant évité de peu la sortie de route dans certains virages. Son coéquipier Wolfgang von Trips ne peut mettre au point sa Ferrari, le nouveau moteur n'étant pas encore remonté sur sa voiture. Brabham a démarré la séance sur son ancienne voiture afin de s'assurer un bon niveau de qualification, avant d'essayer la nouvelle, sur laquelle il se rend rapidement compte que le carter frotte dans certaines portions du circuit. Il effectue un seul tour lancé avant de rentrer, ayant cependant démontré le potentiel de la voiture avec un temps prometteur. Dan Gurney (Porsche) et Jim Clark (Lotus) se sont également mis en évidence, s'approchant du temps effectué par Bonnier.
| Pos. | Pilote                  | Écurie          | Temps         | Écart          |
| ---- | ----------------------- | --------------- | ------------- | -------------- |
| 1    | Phil Hill               | Ferrari         | 8 min 55 s 2  |                |
| 2    | Joakim Bonnier          | Porsche         | 9 min 04 s 8  | + 9 s 6        |
| 3    | Dan Gurney              | Porsche         | 9 min 06 s 6  | + 11 s 4       |
| 4    | Jim Clark               | Lotus-Climax    | 9 min 08 s 1  | + 12 s 9       |
| 5    | Tony Brooks             | BRM-Climax      | 9 min 10 s 5  | + 15 s 3       |
| 6    | Jack Brabham            | Cooper-Climax   | 9 min 10 s 6  | + 15 s 4       |
| 7    | John Surtees            | Cooper-Climax   | 9 min 11 s 2  | + 16 s 0       |
| 8    | Stirling Moss           | Lotus-Climax    | 9 min 11 s 4  | + 16 s 2       |
| 9    | Hans Herrmann           | Porsche         | 9 min 12 s 7  | + 17 s 5       |
| 10   | Bruce McLaren           | Cooper-Climax   | 9 min 13 s 0  | + 17 s 8       |
| 11   | Graham Hill             | BRM-Climax      | 9 min 13 s 5  | + 18 s 3       |
| 12   | Willy Mairesse          | Ferrari         | 9 min 15 s 9  | + 20 s 7       |
| 13   | Richie Ginther          | Ferrari         | 9 min 16 s 6  | + 21 s 4       |
| 14   | Roy Salvadori           | Cooper-Climax   | 9 min 22 s 0  | + 26 s 8       |
| 15   | Carel Godin de Beaufort | Porsche         | 9 min 28 s 4  | + 33 s 2       |
| 16   | Jackie Lewis            | Cooper-Climax   | 9 min 35 s 0  | + 39 s 8       |
| 17   | Lorenzo Bandini         | Cooper-Maserati | 9 min 35 s 4  | + 40 s 2       |
| 18   | Tony Marsh              | Lotus-Climax    | 9 min 37 s 7  | + 42 s 5       |
| 19   | Innes Ireland           | Lotus-Climax    | 9 min 38 s 1  | + 42 s 9       |
| 20   | Tony Maggs              | Lotus-Climax    | 10 min 04 s 4 | + 1 min 09 s 2 |
| 21   | Maurice Trintignant     | Cooper-Maserati | 10 min 04 s 6 | + 1 min 09 s 4 |
| 22   | Gerry Ashmore           | Lotus-Climax    | 10 min 18 s 2 | + 1 min 23 s 0 |
| 23   | Ian Burgess             | Cooper-Climax   | 10 min 22 s 6 | + 1 min 27 s 4 |
| 24   | Bernard Collomb         | Lotus-Climax    | 10 min 23 s 0 | + 1 min 27 s 8 |

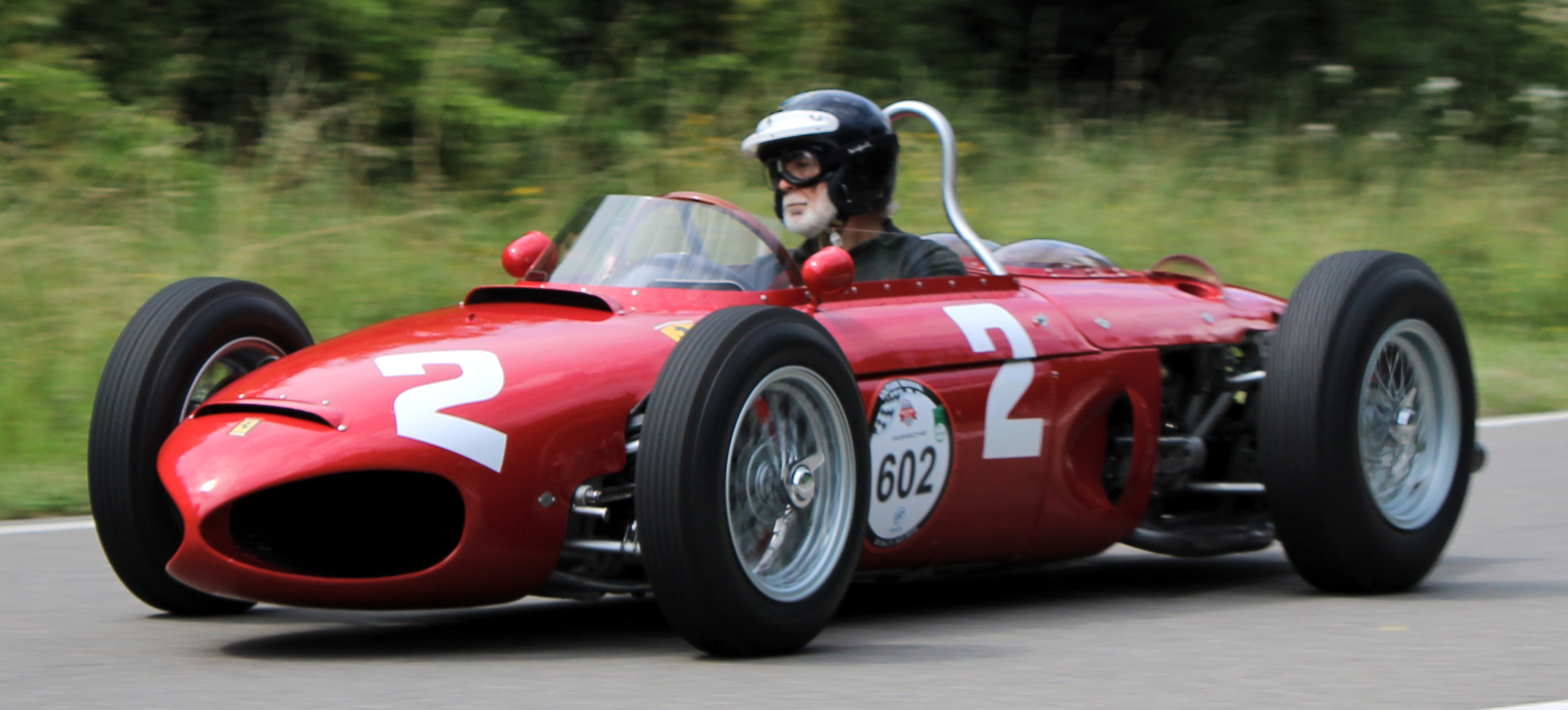
Les Ferrari 156 (ici lors d'une manifestation historique) sont handicapées par des suspensions trop souples pour le Nürburgring et Phil Hill a dû prendre énormément de risques pour devancer ses adversaires.

- Jack Brabham a effectué son temps de 9 min 10 s 6 sur la Cooper T55 lui servant de mulet, avant d'effectuer un tour en 9 min 15 s 6 sur sa Cooper T58 à moteur V8.
- Le temps retenu pour Innes Ireland est celui obtenu sur le mulet de l'équipe Lotus. Il a réalisé auparavant un temps de 17 min 18 s 6 sur sa voiture de course.

### Troisième séance - samedi 5 août
Les conditions sont à nouveau idéales pour la dernière session qualificative, le samedi matin. Chez Cooper, on a relevé légèrement la position du moteur V8 et Brabham peut enfin tourner à sa guise sur la nouvelle voiture. Il augmente progressivement sa cadence, tournant en fin de séance à 151,7 km/h de moyenne. Ce sera la meilleure performance de la journée, Moss s'en approchant à trois dixièems de seconde avec une Lotus moins puissante mais nettement plus légère et agile. Trips dispose enfin de sa voiture et réalise le troisième temps, à plus de quatre secondes de Brabham toutefois, les Ferrari ayant toujours une tenue de route délicate à cause de leurs réglages de suspension. Clark est sorti de la route en début de séance et a dû se rabattre sur le mulet de l'équipe Lotus. Michael May est également sorti de la piste ; ne disposant pas de mulet et sa Lotus étant irréparable, le pilote Australien ne pourra prendre part à la course. Grâce à son époustouflante performance de la veille, Phil Hill partira en pole position, au côté de Brabham et de Moss, Bonnier complétant la première ligne grâce à son temps du vendredi après-midi, plus rapide que celui de Trips qui partira seconde ligne avec Graham Hill (BRM) et Gurney.
| Pos. | Pilote                  | Écurie          | Temps         | Écart          |
| ---- | ----------------------- | --------------- | ------------- | -------------- |
| 1    | Jack Brabham            | Cooper-Climax   | 9 min 01 s 4  |                |
| 2    | Stirling Moss           | Lotus-Climax    | 9 min 01 s 7  | + 0 s 3        |
| 3    | Wolfgang von Trips      | Ferrari         | 9 min 05 s 5  | + 4 s 1        |
| 4    | Graham Hill             | BRM-Climax      | 9 min 06 s 4  | + 5 s 0        |
| 5    | Phil Hill               | Ferrari         | 9 min 07 s 9  | + 6 s 5        |
| 6    | Tony Brooks             | BRM-Climax      | 9 min 09 s 3  | + 7 s 9        |
| 7    | Joakim Bonnier          | Porsche         | 9 min 11 s 3  | + 9 s 9        |
| 8    | Bruce McLaren           | Cooper-Climax   | 9 min 14 s 4  | + 13 s 0       |
| 9    | Dan Gurney              | Porsche         | 9 min 16 s 9  | + 15 s 5       |
| 10   | John Surtees            | Cooper-Climax   | 9 min 19 s 8  | + 18 s 4       |
| 11   | Richie Ginther          | Ferrari         | 9 min 20 s 1  | + 18 s 7       |
| 12   | Innes Ireland           | Lotus-Climax    | 9 min 23 s 2  | + 21 s 8       |
| 13   | Willy Mairesse          | Ferrari         | 9 min 23 s 5  | + 22 s 1       |
| 14   | Hans Herrmann           | Porsche         | 9 min 24 s 6  | + 23 s 2       |
| 15   | Roy Salvadori           | Cooper-Climax   | 9 min 25 s 2  | + 23 s 8       |
| 16   | Carel Godin de Beaufort | Porsche         | 9 min 29 s 7  | + 28 s 3       |
| 17   | Jackie Lewis            | Cooper-Climax   | 9 min 31 s 4  | + 30 s 0       |
| 18   | Jim Clark               | Lotus-Climax    | 9 min 37 s 9  | + 36 s 5       |
| 19   | Maurice Trintignant     | Cooper-Maserati | 9 min 38 s 5  | + 37 s 1       |
| 20   | Lorenzo Bandini         | Cooper-Maserati | 9 min 40 s 9  | + 39 s 5       |
| 21   | Tony Maggs              | Lotus-Climax    | 9 min 45 s 5  | + 44 s 1       |
| 22   | Ian Burgess             | Cooper-Climax   | 10 min 01 s 4 | + 1 min 00 s 0 |
| 23   | Gerry Ashmore           | Lotus-Climax    | 10 min 06 s 0 | + 1 min 04 s 6 |
| 24   | Bernard Collomb         | Lotus-Climax    | 10 min 30 s 8 | + 1 min 29 s 4 |
| 25   | Michael May             | Lotus-Climax    | 10 min 37 s 5 | + 1 min 36 s 1 |

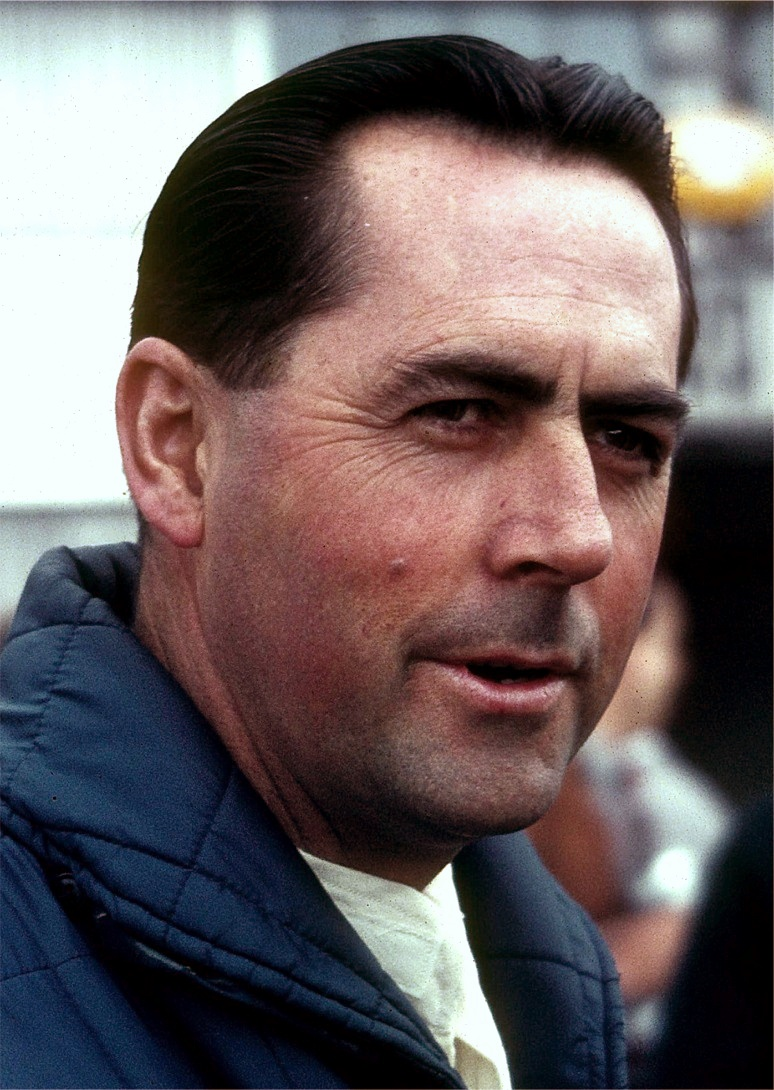
Meilleur temps de la journée, Jack Brabham a très vite démontré le potentiel du nouveau moteur Climax V8.

- Jim Clark a réalisé son temps sur le mulet de l'équipe Lotus.

## Grille de départ du Grand Prix
| 1re ligne | Pos. 4                        |                                 | Pos. 3                        |                               | Pos. 2                      |                             | Pos. 1                        |
|           | Bonnier Porsche 9 min 04 s 8  |                                 | Moss Lotus 9 min 01 s 7       |                               | Brabham Cooper 9 min 01 s 4 |                             | P. Hill Ferrari 8 min 55 s 2  |
| 2e ligne  |                               | Pos. 7                          |                               | Pos. 6                        |                             | Pos. 5                      |                               |
|           |                               | Gurney Porsche 9 min 06 s 6     |                               | G. Hill BRM 9 min 06 s 4      |                             | Trips Ferrari 9 min 05 s 5  |                               |
| 3e ligne  | Pos. 11                       |                                 | Pos. 10                       |                               | Pos. 9                      |                             | Pos. 8                        |
|           | Herrmann Porsche 9 min 12 s 7 |                                 | Surtees Cooper 9 min 11 s 2   |                               | Brooks BRM 9 min 09 s 3     |                             | Clark Lotus 9 min 08 s 1      |
| 4e ligne  |                               | Pos. 14                         |                               | Pos. 13                       |                             | Pos. 12                     |                               |
|           |                               | Ginther Ferrari 9 min 16 s 6    |                               | Mairesse Ferrari 9 min 15 s 9 |                             | McLaren Cooper 9 min 13 s 0 |                               |
| 5e ligne  | Pos. 18                       |                                 | Pos. 17                       |                               | Pos. 16                     |                             | Pos. 15                       |
|           | Lewis Cooper 9 min 31 s 4     |                                 | Beaufort Porsche 9 min 28 s 4 |                               | Ireland Lotus 9 min 22 s 9  |                             | Salvadori Cooper 9 min 22 s 0 |
| 6e ligne  |                               | Pos. 21                         |                               | Pos. 20                       |                             | Pos. 19                     |                               |
|           |                               | Trintignant Cooper 9 min 38 s 5 |                               | Marsh Lotus 9 min 37 s 7      |                             | Bandini Cooper 9 min 35 s 4 |                               |
| 7e ligne  | Pos. 25                       |                                 | Pos. 24                       |                               | Pos. 23                     |                             | Pos. 22                       |
|           | Ashmore Lotus 10 min 06 s 0   |                                 | Burgess Cooper 10 min 01 s 4  |                               | Seidel Lotus 9 min 59 s 9   |                             | Maggs Lotus 9 min 45 s 5      |
| 8e ligne  |                               |                                 |                               | Pos. 26                       |                             |                             |                               |
|           |                               |                                 |                               | Collomb Cooper 10 min 23 s 0  |                             |                             |                               |

## Déroulement de la course

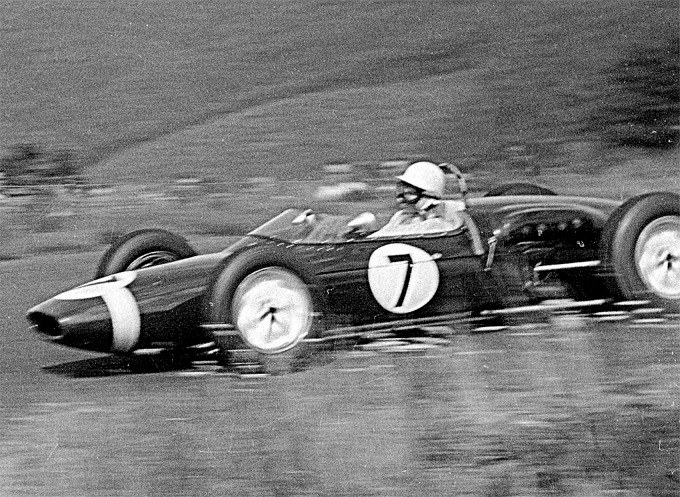
Stirling Moss, sur sa Lotus-Climax, vainqueur au terme d'une course héroïque.

Malgré le ciel couvert le dimanche, environ cent-trente mille spectateurs sont présents. Une heure avant le départ, prévu à quatorze heures, la pluie se met à tomber. Cependant le soleil revient peu après et la piste commence à sécher par endroits. Le choix des pneus devient un casse-tête, d'autant que Vic Barlow, responsable de Dunlop, a prévenu les équipes que les pneus «pluie» montés à l'arrière ne pouvaient tenir la distance sur le sec. En conséquence, la Scuderia Ferrari et Porsche optent pour les pneus standard (du type «D5»), les écuries britanniques préférant utiliser les pneus «pluie» du type «D12». Les Cooper officielles ne disposant pas des jantes arrière adaptées à la taille des pneus «pluie», Jack Brabham et Bruce McLaren montent des pneus «D12» à l'avant et des «D5» à l'arrière ! Malgré les interventions de dernière minute sur les voitures, l'horaire est presque respecté, Juan Manuel Fangio libérant les vingt-six bolides à quatorze heures dix. Brabham prend le meilleur départ, devant la Lotus de Stirling Moss et la Porsche de Joakim Bonnier. Passée la courbe sud, au retour derrière les stands, Moss est au niveau de Brabham mais l'Australien parvient à conserver l'avantage dans la courbe nord, prenant ensuite une longueur d'avance dans la descente d'Hatzenbach. Le champion du monde va cependant se faire surprendre par une plaque humide quelques kilomètres plus loin ; avec sa monte de pneus hybride, il ne peut contrôler sa Cooper qui achève sa course dans une haie, sans mal pour le pilote. Moss est maintenant en tête devant Joakim Bonnier, Hans Herrmann et Dan Gurney mais c'est bientôt la Ferrari de Phil Hill qui pointe à la deuxième place, le pilote américain ayant pris l'avantage sur les trois Porsche qui le précédaient. À la fin du premier tour, Moss a une seconde et demie d'avance sur la première Ferrari, qui précède Herrmann et Gurney alors que Bonnier n'est plus dans le groupe, retardé par une crevaison qui va l'obliger à rentrer au stand. Dans les roues de Gurney, Graham Hill est cinquième sur sa BRM, talonné par la Ferrari de Wolfgang von Trips qui avait pris un mauvais départ. Dans la courbe sud, Graham Hill tente de passer la Porsche qui le précède mais les deux voitures se touchent et le pilote britannique sort de la piste. En embuscade, Trips profite de la mêlée pour dépasser Gurney et Herrmann et s'empare de la troisième place. Bien aidé par ses pneus «pluie» sur la piste encore humide, Moss prend rapidement du champ ; il accomplit le deuxième tour à plus de 148 km/h de moyenne, reléguant Phil Hill à huit secondes et demie, tandis que Trips accroît son rythme et commence à distancer Herrmann, ce dernier étant sur le point d'être rejoint par la Lotus de Jim Clark. Le pilote écossais déborde bientôt la Porsche, accédant à la quatrième place, mais se trouve déjà loin de Trips qui tente de combler ses sept secondes de  retard sur Phil Hill. John Surtees (Cooper) et Willy Mairesse (Ferrari) se sont dégagés du peloton et occupent maintenant les sixième et septième places, derrière Herrmann. Ce dernier connaît des problèmes d'embrayage et laisse bientôt passer Surtees et Mairesse, puis la Ferrari de Richie Ginther ;  il ne peut continuer longtemps ainsi et va devoir effectuer un long arrêt au stand à la fin du cinquième tour, plongeant dans les profondeurs du classement. Moss mène toujours la course avec autorité, avec quinze secondes d'avance sur Hill, mais c'est désormais Trips, revenu à qui est le plus rapide en course. La piste s'asséchant progressivement, le pilote allemand améliore à chaque tour le record de la piste. À la mi-course, il est dans les roues de son coéquipier ; tournant de plus en plus vite, il s'empare de la seconde place au cours du huitième tour, à l'issue duquel il ne compte plus qu'une douzaine de secondes de retard sur Moss. Au passage suivant l'écart est passé à dix secondes ; aux deux tiers de la distance Trips est revenu à moins de neuf secondes de la Lotus de tête, devenant le premier pilote à passer sous la barre des neuf minutes au tour en course, à plus de 152 km/h de moyenne. Phil Hill s'est cependant montré deux secondes plus rapide sur ce dixième tour : portant le record officiel à 152,7 km/h, il est revenu dans les roues de son coéquipier. À ce rythme on voit mal comment Moss va pouvoir résister au retour des Ferrari. Effectivement, au passage suivant, le champion britannique a encore concédé deux secondes à ses poursuivants. Malgré les encouragements de son public, Trips ne reprend qu'une demi-seconde au cours d'une douzième tour : une petite pluie a fait son apparition au niveau du virage du «Karussel», freinant la remontée des Ferrari. La pluie gagne l'ensemble du circuit et au passage suivant, Moss, toujours virtuose sur le mouillé et exploitant au mieux les pneus spéciaux qu'il a su ménager lorsque la piste était sèche, a repris le large : Trips et Hill sont à treize secondes et leurs chances de victoire désormais bien minces. À une boucle de la fin, l'écart est grimpé à dix-sept secondes, Phil Hill ayant dépassé Trips pour le gain de la deuxième place. Au même moment, leur coéquipier Mairesse dérape sur la piste glissante et sort de la route, abandonnant alors qu'il était sixième derrière Clark et Surtees. Au cours de leur lutte fratricide Hill et Trips vont également se faire surprendre au cours du dernier tour, dans le même virage. Les deux voitures glissent côte à côte avant que leurs pilotes n'en reprennent le contrôle, Trips reprenant à cette occasion l'avantage sur son coéquipier. Moss triomphe au terme d'une course exemplaire, étant une nouvelle fois parvenu à battre les puissantes Ferrari, qu'il devance de plus de vingt secondes à l'arrivée. À sa descente de voiture, il est vivement félicité par Fangio qui avait déclaré peu avant le départ qu'il considérait que le Britannique était de loin le meilleur des pilotes actuels. Auteur d'une belle prestation, Clark se classe quatrième, devant les Cooper de Surtees et McLaren.

### Classements intermédiaires
Classements intermédiaires des monoplaces aux premier, deuxième, troisième, quatrième, cinquième, septième, huitième, dixième, onzième, douzième, treizième et quatorzième tours,.

### Classement de la course

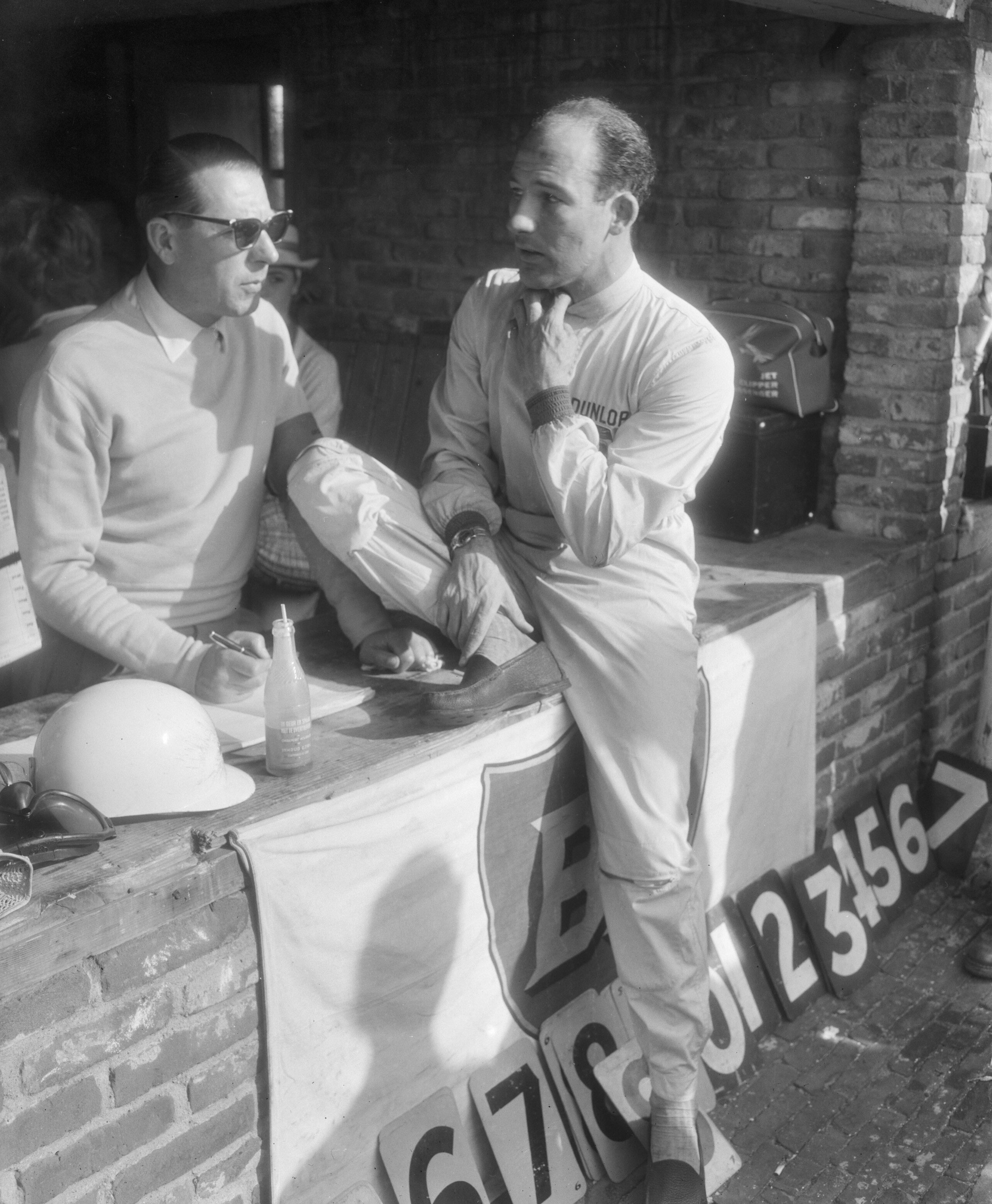
Le vainqueur Stirling Moss, à droite sur la photo, en conversation avec Rob Walker ; au dire du quintuple champion du monde Juan Manuel Fangio, le Britannique est bien le meilleur pilote du moment.

| Pos  | No | Pilote                  | Écurie          | Tours | Temps/Abandon     | Grille | Points |
| ---- | -- | ----------------------- | --------------- | ----- | ----------------- | ------ | ------ |
| 1    | 7  | Stirling Moss           | Lotus-Climax    | 15    | 2 h 18 min 12 s 4 | 3      | 9      |
| 2    | 3  | Wolfgang von Trips      | Ferrari         | 15    | + 21 s 4          | 5      | 6      |
| 3    | 4  | Phil Hill               | Ferrari         | 15    | + 22 s 5          | 1      | 4      |
| 4    | 14 | Jim Clark               | Lotus-Climax    | 15    | + 1 min 17 s 1    | 8      | 3      |
| 5    | 18 | John Surtees            | Cooper-Climax   | 15    | + 1 min 53 s 1    | 10     | 2      |
| 6    | 2  | Bruce McLaren           | Cooper-Climax   | 15    | + 2 min 41 s 4    | 12     | 1      |
| 7    | 9  | Dan Gurney              | Porsche         | 15    | + 3 min 23 s 1    | 7      |        |
| 8    | 5  | Richie Ginther          | Ferrari         | 15    | + 5 min 23 s 1    | 14     |        |
| 9    | 28 | Jackie Lewis            | Cooper-Climax   | 15    | + 5 min 23 s 7    | 18     |        |
| 10   | 19 | Roy Salvadori           | Cooper-Climax   | 15    | + 12 min 11 s 5   | 15     |        |
| 11   | 33 | Tony Maggs              | Lotus-Climax    | 14    | + 1 tour          | 22     |        |
| 12   | 30 | Ian Burgess             | Cooper-Climax   | 14    | + 1 tour          | 24     |        |
| 13   | 11 | Hans Herrmann           | Porsche         | 14    | + 1 tour          | 11     |        |
| 14   | 31 | Carel Godin de Beaufort | Porsche         | 14    | + 1 tour          | 17     |        |
| 15   | 37 | Tony Marsh              | Lotus-Climax    | 13    | + 2 tours         | 20     |        |
| 16   | 27 | Gerry Ashmore           | Lotus-Climax    | 13    | + 2 tours         | 25     |        |
| Abd. | 6  | Willy Mairesse          | Ferrari         | 13    | Accident          | 13     |        |
| Abd. | 20 | Maurice Trintignant     | Cooper-Maserati | 12    | Moteur            | 21     |        |
| Nc.  | 38 | Bernard Collomb         | Cooper-Climax   | 11    | Non classé        | 26     |        |
| Abd. | 32 | Lorenzo Bandini         | Cooper-Maserati | 10    | Moteur            | 19     |        |
| Abd. | 16 | Tony Brooks             | BRM-Climax      | 6     | Moteur            | 9      |        |
| Abd. | 8  | Jo Bonnier              | Porsche         | 5     | Moteur            | 4      |        |
| Abd. | 26 | Wolfgang Seidel         | Lotus-Climax    | 3     | Tenue de route    | 23     |        |
| Abd. | 17 | Graham Hill             | BRM-Climax      | 1     | Accident          | 16     |        |
| Abd. | 15 | Innes Ireland           | Lotus-Climax    | 1     | Incendie          | 6      |        |
| Abd. | 1  | Jack Brabham            | Cooper-Climax   | 0     | Accident          | 2      |        |
| Np.  | 25 | Michael May             | Lotus-Climax    | 0     | Accident          |        |        |

Légende:
- Abd.= Abandon - Np.=Non partant

### Pole position et record du tour
- Pole position :  Phil Hill en 8 min 55 s 2 (vitesse moyenne : 153,430 km/h). Temps réalisé lors de la séance d'essais du vendredi 4 août, après-midi[4].
- Meilleur tour en course :  Phil Hill en 8 min 57 s 8 au 10e tour (vitesse moyenne : 152,689 km/h).

#### Évolution du record du tour en course
Le record de la piste fut amélioré onze fois au cours de l'épreuve.

### Tours en tête
- Stirling Moss : 15 tours (1-15)

## Classement général à l'issue de la course
- Attribution des points : 9, 6, 4, 3, 2, 1 respectivement aux six premiers de chaque épreuve.
- Pour la coupe des constructeurs, même barème à l'exception de la première place (8 points au lieu de 9) et seule la voiture la mieux classée de chaque équipe inscrit des points.
- Seuls les cinq meilleurs résultats sont comptabilisés. Pour la Coupe des constructeurs, Ferrari doit donc décompter les six points acquis en Allemagne et Cooper-Climax le point marqué aux Pays-Bas.
- Le règlement permet aux pilotes de se relayer sur une même voiture, les points éventuellement acquis étant alors perdus pour pilotes et constructeur.
- Sur neuf épreuves qualificatives prévues pour le championnat du monde 1961, huit ont été maintenues au calendrier, le Grand Prix du Maroc (programmé le 29 octobre) ayant été annulé pour raisons financières[4].

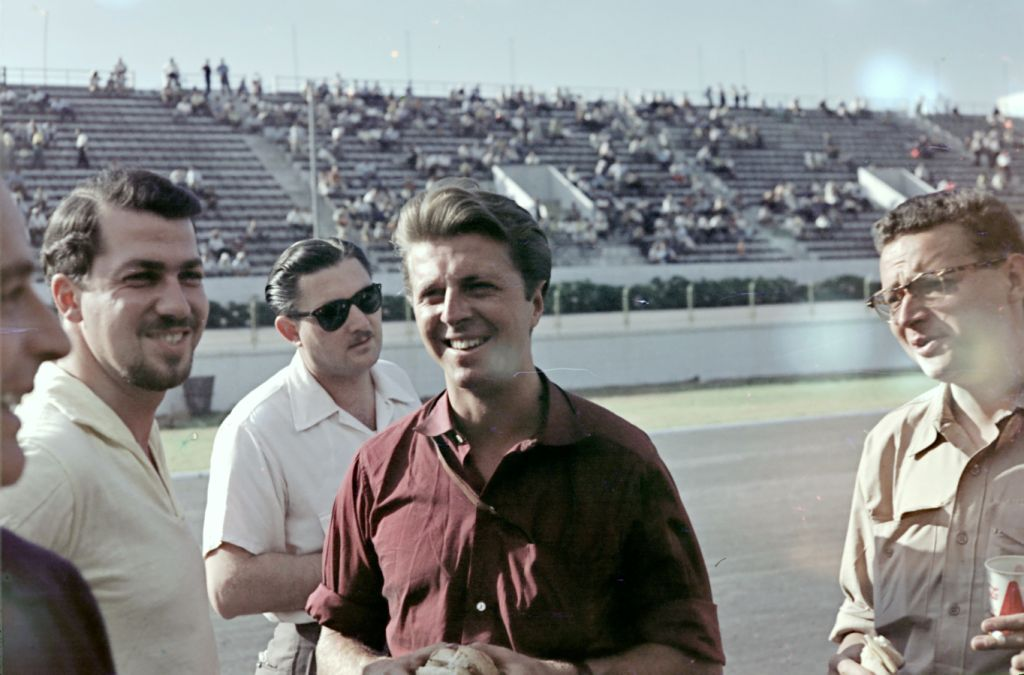
Second en Allemagne juste devant Phil Hill, Wolfgang von Trips (au centre) accentue son avance sur son coéquipier.

| Pos. | Pilote             | Écurie  | Points | MON | NL | BEL | FRA | GBR | ALL | ITA | USA |
| ---- | ------------------ | ------- | ------ | --- | -- | --- | --- | --- | --- | --- | --- |
| 1    | Wolfgang von Trips | Ferrari | 33     | 3   | 9  | 6   | -   | 9   | 6   |     |     |
| 2    | Phil Hill          | Ferrari | 29     | 4   | 6  | 9   | -   | 6   | 4   |     |     |
| 3    | Stirling Moss      | Lotus   | 21     | 9   | 3  | -   | -   | -   | 9   |     |     |
| 4    | Richie Ginther     | Ferrari | 16     | 6   | 2  | 4   | -   | 4   | -   |     |     |
| 5    | Jim Clark          | Lotus   | 11     | -   | 4  | -   | 4   | -   | 3   |     |     |
| 6    | Giancarlo Baghetti | Ferrari | 9      | -   | -  | -   | 9   | -   | -   |     |     |
|      | Dan Gurney         | Porsche | 9      | 2   | -  | 1   | 6   | -   | -   |     |     |
| 8    | Jack Brabham       | Cooper  | 4      | -   | 1  | -   | -   | 3   | -   |     |     |
|      | John Surtees       | Cooper  | 4      | -   | -  | 2   | -   | -   | 2   |     |     |
|      | Bruce McLaren      | Cooper  | 4      | 1   | -  | -   | 2   | -   | 1   |     |     |
| 11   | Olivier Gendebien  | Ferrari | 3      | -   | -  | 3   | -   | -   | -   |     |     |
|      | Innes Ireland      | Lotus   | 3      | -   | -  | -   | 3   | -   | -   |     |     |
| 13   | Joakim Bonnier     | Porsche | 2      | -   | -  | -   | -   | 2   | -   |     |     |
| 14   | Graham Hill        | BRM     | 1      | -   | -  | -   | 1   | -   | -   |     |     |
|      | Roy Salvadori      | Cooper  | 1      | -   | -  | -   | -   | 1   | -   |     |     |

| Pos. | Écurie        | Points  | MON | NL  | BEL | FRA | GBR | ALL | ITA | USA |
| ---- | ------------- | ------- | --- | --- | --- | --- | --- | --- | --- | --- |
| 1    | Ferrari       | 38 (44) | 6   | 8   | 8   | 8   | 8   | (6) |     |     |
| 2    | Lotus-Climax  | 24      | 8   | 4   | -   | 4   | -   | 8   |     |     |
| 3    | Porsche       | 11      | 2   | -   | 1   | 6   | 2   | -   |     |     |
| 4    | Cooper-Climax | 10 (11) | 1   | (1) | 2   | 2   | 3   | 2   |     |     |
| 5    | BRM-Climax    | 1       | -   | -   | -   | 1   | -   | -   |     |     |

## À noter
- 16e victoire en championnat du monde pour Stirling Moss, sa trente-deuxième en F1, le pilote anglais ayant remporté seize courses hors championnat d'août 1954 à juillet 1961[9].
- 4e victoire en championnat du monde pour Lotus en tant que constructeur.
- 17e victoire en championnat du monde pour Climax en tant que motoriste.
- 100e Grand Prix de l'histoire de la Formule 1.